# Condado de Plymouth (Iowa)
O Condado de Plymouth é um dos 99 condados do estado norte-americano de Iowa. A sede do condado é Le Mars, que é também a sua maior cidade. O condado tem uma área de 2238 km² (dos quais 0 km² estão cobertos por água), uma população de 24 849 habitantes, e uma densidade populacional de 11 hab/km² (segundo o censo nacional de 2000). O condado foi fundado em 1843 e recebeu o seu nome em referência ao local em que os Peregrinos (Pilgrim Fathers) do navio Mayflower desembarcaram na América (Plymouth, no Massachusetts).
Neste condado encontra-se uma das mas altas estruturas do mundo, a torre de radiodifusão Pappas Telecasting Tower, com 603,6 m de altura